# Abelardo Lafuente García-Rojo
Abelardo Lafuente García-Rojo (Fuentidueña de Tajo, Madrid, 30 de abril de 1871 - Shanghái, 3 de diciembre de 1931) fue un arquitecto y emprendedor español con estudio profesional en China en la época del mayor esplendor económico de la Shanghái colonial. Establecido en Shanghái entre los años 1913 y 1931, fue el único arquitecto español registrado. Trabajó tanto en solitario como asociándose con otros arquitectos extranjeros. Introdujo los estilos españoles neo-mozárabes y neo-moriscos en China. Su historia fue descubierta por el arquitecto español Álvaro Leonardo Pérez en 2009 en Shanghái, fue presentado por primera vez en la Expo Universal 2010 de Shanghái en el Instituto Cervantes y está siendo investigada desde entonces para sacar a la luz su vida, obras y proyectos, mediante el Lafuente Research Project.

## Historia
Su carrera profesional empezó en Manila, donde su padre llegó a ser arquitecto municipal interino antes de la pérdida de Filipinas en 1898. Allí ganó fama y construyó diversos edificios con su estudio A.Lafuente Architect & Contractor, y participó en la construcción de la línea ferroviaria de la isla de Luzón. En el año 1913 se trasladó a Shanghái (China) donde empezó a trabajar como A.Lafuente García-Rojo, Architect & Contractor y luego, entre 1916 y 1919, se asoció con el arquitecto americano G.O.Wootten, creando el estudio Lafuente & Wootten cuya obra más significativa fue la Sala de Baile del Astor House Hotel en 1917. Posteriormente su estudio se llamó A.Lafuente G.ª Rojo Architect cuando proyectó sus obras más significativas. En su último periodo en la ciudad también de gran relevancia tuvo como socio al joven arquitecto ruso A.J.Yaron, y su estudio pasó a llamarse Lafuente & Yaron.

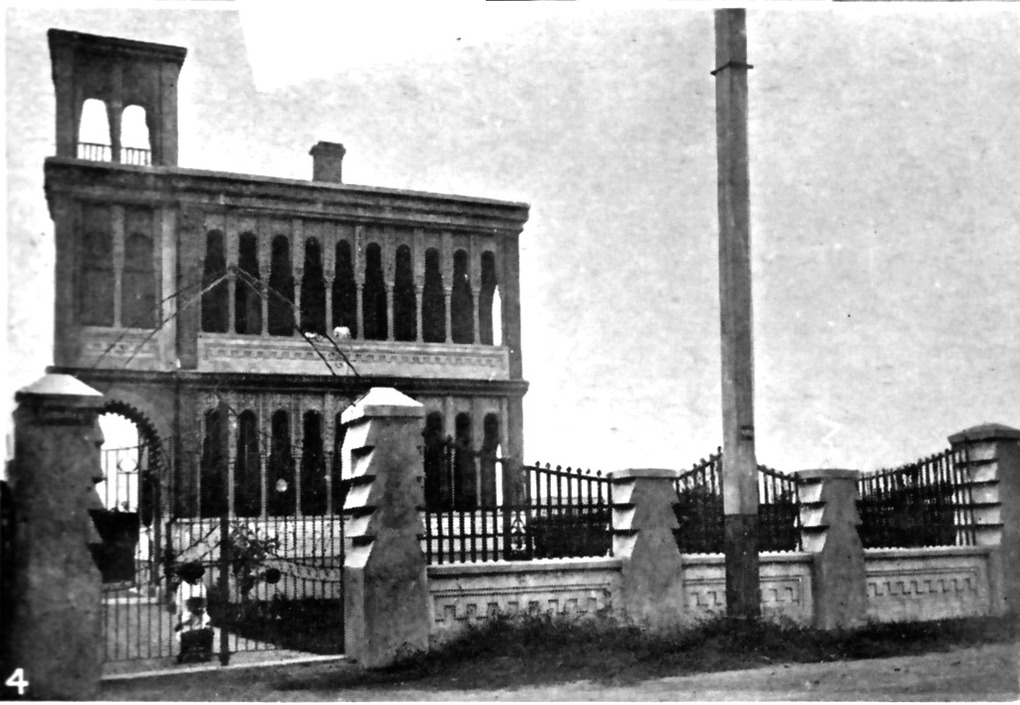
Chalet diseñado por Lafuente & Wootten en Shanghái

Trabajó durante diez años para la empresa hotelera más importante de Asia en la época, la Hong Kong & Shanghái Hotels Ltd, siempre haciendo reformas o rehabilitaciones (nunca edificios de nueva planta). Su obra más significativa en este periodo fue el Majestic Hotel (1924), fruto de su completa reconversión de la antigua Mansion MacBain, con su nueva y lujosa Sala de Baile, considerada como la más lujosa de Asia en su momento. Durante sus treinta años de carrera profesional internacional realizó todo tipo de proyectos para diferentes clientes de innumerables nacionalidades, tales como iglesias, capillas, catedrales, mezquitas, garajes, villas de lujo, edificios de apartamentos, edificios de oficinas, bancos, hoteles, cines, salas de baile, clubes privados y hospitales entre muchos otros. No sólo trabajó en China, sino que llegó a construir al menos tres inmuebles en Los Ángeles, donde trabajó (simultáneamente con su estudio de Shanghái) entre finales de 1927 y 1930. Llegó a San Francisco el 13 de mayo de 1927 a bordo del SS Korea Maru, que había salido de Shanghái un mes antes y se arruinó con el Crac del 29. En ese periodo americano también construyó al menos un edificio en la ciudad de Tijuana, México. En 1930 decidió volver a Shanghái para continuar trabajando en su estudio, que seguía abierto y realizando proyectos.
Su relevancia en la colonia española de Shanghái queda patente en la referencia a su figura en el libro La vuelta al mundo de un novelista (1924) de Vicente Blasco Ibáñez. El personaje que más influyó en su carrera profesional en Shanghái fue su amigo y también emprendedor español, Antonio Ramos Espejo, el empresario que introdujo el cine en China y para quien construyó salas de cine, así como su mansión y algunos otros inmuebles. Asimismo, su buena relación con las misiones católicas en la ciudad le trajo consecuencias positivas para sus encargos en toda China. El concurso más significativo que llegó a ganar en Shanghái fue el proyecto para el nuevo Consulado Americano junto al río en 1917, pero nunca llegó a ejecutarse bajo su dirección debido a problemas económicos. También ganó otro de menos relevancia, un hospital para la Municipalidad de Shanghái.
Abelardo Lafuente falleció en Shanghái por enfermedad el 3 de diciembre de 1931 en el Shanghái General Hospital a los 60 años de edad.

## Reconocimientos
El 2 de junio de 2021 se celebrará una jornada de título El patrimonio arquitectónico en Shanghai, del pasado al presente a través de dos aproximaciones sobre la obra de Lafuente y Plácido González en Shanghái organizada por Cátedra China.